# Kostel svatého Šimona a Judy (Zabrušany)
Římskokatolický farní kostel svatého Šimona a Judy (a svatého Antonína) v Zabrušanech je sakrální stavba stojící v obci vedle průjezdní silnice pod slovanským hradištěm. Od 3. května 1958 je kostel zapsán v seznamu kulturních památek.

## Popis

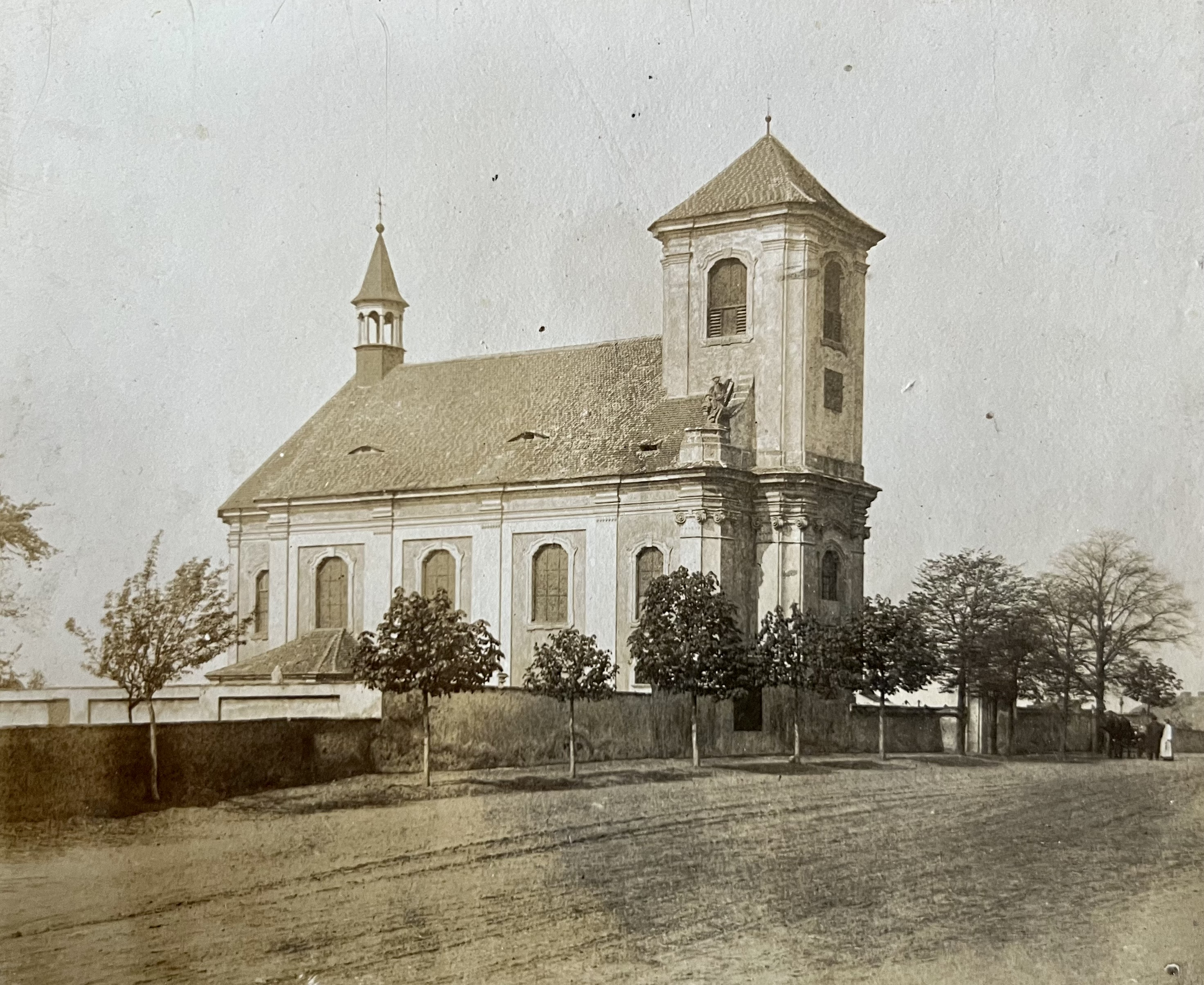
Kostel v Zabrušanech kol. r. 1911

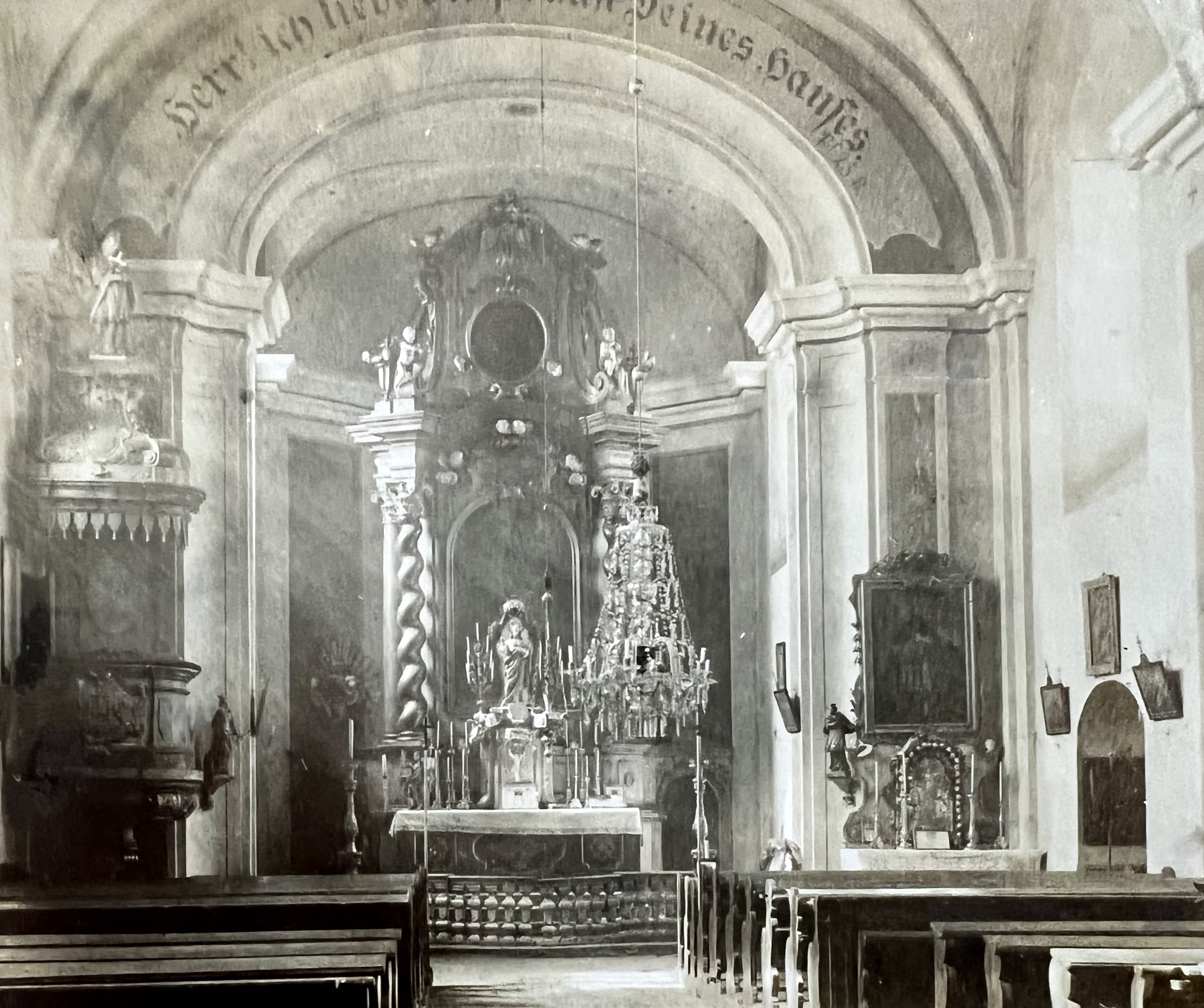
Interiér kostela kol. r. 1911

První kostel a jeho přesný vzhled a stavební vývoj v místě není přesně znám. Tento první kostel nahradila v letech 1723–1728 barokní novostavba. Ta dominovala obci až do počátku 20. století. V letech 1906–1910 byly staré Zabrušany zbourány kvůli těžbě hnědého uhlí, uvolnily tak prostor pro povrchový důl Hermann. Nové Zabrušany byly na náklad těžařů postaveny o několik set metrů severněji, pod valy někdejšího hradiště. Jako poslední objekt z původní obce byl roku 1910 demolován i barokní kostel.
Obec si prosadila stavbu repliky kostela v nové poloze. Při jejím budování v roce 1910 byly zřejmě využity architektonické a sochařské články původního objektu. Do něho se přesunula i část vnitřního zařízení.
Po roce 1945, kdy byli vysídleni původní německy mluvící obyvatelé, kostel postupně zchátral.

## Zařízení
Zařízení kostela je převážně novodobé z období stavby repliky původního kostela. Kostel má hlavní oltář, boční oltář svatého Vojtěcha, kazatelnu a varhany. Oltář svatého Benedikta je barokní a pochází z období kolem roku 1720. Oltář sv. Anežky je ze druhé čtvrtiny 18. století. Soška svaté Barbory, která se nachází v lodi kostela je z období mezi lety 1740–1750. Obraz sv. Anny s Pannou Marií pochází z období před polovinou 18. století.

## Zvony
V průčelní jižní věži na dřevěné konstrukci se nachází malý nedatovaný zvon na železné tyči. V konstrukci je místo ještě nejméně pro tři zvony, další se v minulosti nacházel v sanktusníku, kde po něm zbyl ocelový závěs. Doložen je zde zvon z roku 1508 s latinským nápisem a zvon z roku 1827 od Josefa Pitschmanna.

## Okolí kostela
Socha sv. Jana Nepomuckého pochází z období kolem poloviny 18. století. Její sokl je z 19. století.